# Mia Dimšić
Mia Dimšić, également connue sous son seul prénom Mia, est une autrice-compositrice-interprète et guitariste croate née le 7 novembre 1992 à Osijek en Croatie. Elle représente la Croatie au Concours Eurovision de la chanson 2022, qui se déroule à Turin en Italie, avec sa chanson Guilty Pleasure.

## Jeunesse
Mia Dimšić naît le 7 novembre 1992 à Osijek en Croatie. Elle est diplômée d'un master d'anglistique et de germanistique de la faculté de philosophie de l'université d'Osijek.

## Carrière
La carrière de Mia démarre en 2014, lorsque le groupe de tamburitza Džentelmeni (en croate : Les gentlemen) l'invite à les rejoindre dans leur tournée des États-Unis et du Canada pour la diaspora croate.

Son premier single, Budi mi bližu, sort en 2015. L'année suivante sort le single principal de son premier album, intiulé Život nije siv. Son album du même titre paraît le 20 mars 2017 et se classe numéro un des ventes d'albums du pays, avant d'être certifié disque d'or. Le 29 novembre de la même année sort son album de Noël, Božićno jutro.

### 2022:Concours Eurovision de la chanson
Le 17 décembre 2021, Mia est annoncée comme faisant partie des quatorze candidats participant à Dora 2022. l'émission de sélection du représentant croate pour l'Eurovision 2022. La chanson avec laquelle elle participe s'intitule Guilty Pleasure. Le 19 février 2022, elle sort gagnante de la sélection, et devient par conséquent la représentante croate pour le  Concours Eurovision de la chanson 2022, qui se déroule à Turin en Italie.

Mia participe à la première demi-finale du Concours, le mardi 10 mai 2022, où elle est la onzième des dix-sept participants à présenter sa chanson. Elle échoue cependant à se qualifier pour la finale, terminant à la 11ème place avec 75 points (42 points des jurys nationaux et 33 points du télévote).

## Style et influences
Mia cite comme influences des artistes comme Taylor Swift, Kacey Musgraves, Norah Jones, Alison Krauss ou encore Willie Nelson, ainsi que de nombreux artistes croates,.

Mia s'inspire principalement de ses propres expériences pour écrire ses textes. Elle s'accompagne sur scène d'une Gibson Hummingbird.

## Discographie

### Albums studio
- 2017 – Život nije siv
- 2017 – Božićno jutro
- 2019 – Sretan put

### Singles
- 2015 – Budi mi blizu
- 2015 – Slobodna
- 2016 – Život nije siv
- 2016 – Sanjaj me
- 2017 – Bezimeni
- 2017 – Sve sam znala i prije (avec Lorenzo)
- 2017 – Sunce, oblak, vjetar
- 2017 – Kiša
- 2017 – Cimet i čaj
- 2018 – Do posljednjeg retka
- 2018 – Snježna ulica
- 2019 – Ovaj grad
- 2019 – Cesta do sna
- 2019 – Sva blaga ovog svijeta (avec Marko Tolja)
- 2019 – Pomiče se sat
- 2020 – Gledaj me u oči (avec The Frajle)
- 2020 – Up & Down
- 2020 – Unatrag
- 2021 – Pomalo slučajno
- 2021 – Neki novi ljudi
- 2022 – Guilty Pleasure / Netko Drugi